# Главачка, Людвик
Людвик Главачка (чеш. Ludvík Hlavačka; 1911, Старе-Место (Злинский край) — 2005, Прага) — чехословацкий коммунист, генерал госбезопасности, в конце 1948—1950 — начальник StB в Угерске-Градиште, в 1950—1954 — командующий пограничной охраной. С 1955—1962 — заместитель министра внутренних дел ЧССР. Активный участник политических репрессий, обвинялся в применении пыток. После Бархатной революции привлекался к судебной ответственности, но был освобождён по возрасту и состоянию здоровья.

## Коммунистический активист
Родился в семье рабочего-плиточника. Мартин Главачка, отец Людвика Главачки, был активистом правой Национал-демократической партии. Для сына он готовил карьеру коммерсанта. Однако Людвик Главачка с юности придерживался коммунистических взглядов.
Главачка-младший помогал отцу на сезонных работах. Зарабатывал мало, жить приходилось в бедности. Это развило в нём догматичную приверженность марксистскому классовому учению. Отказавшись от торговой деятельности, освоил профессию слесаря, но не мог найти работу по специальности. Состоял в молодёжной организации Компартии Чехословакии (КПЧ).
Перебравшись в Угерске-Градиште, Людвик Главачка стал видным региональным функционером КПЧ. Тесно контактировал с такими деятелями, как будущий президент Чехословакии Антонин Запотоцкий и будущий министр информации Вацлав Копецкий.

## Подполье и гестапо
В период нацистской оккупации Людвик Главачка активно участвовал в нелегальной деятельности КПЧ. Организовывал печатание и распространение листовок, закупку оружия для подполья. В 1942 перебрался в Вену.
В марте 1944 Людвик Главачка был арестован гестапо, помещён в тюрьму Брно и приговорён к смертной казни. После неудачной попытки самоубийства в камере Главачка подал прошение о помиловании на имя Вильгельма Фрика. По рекомендации Карла Германа Франка прошение было удовлетворено, смертная казнь заменена на десять лет заключения (по некоторым данным, условием помилования являлось согласие на роль информатора гестапо). С партией других заключённых Главачку переправили в Лейпциг.
19 апреля 1945 Людвик Главачка был освобождён американскими войсками. На американском транспорте прибыл из Лейпцига в Пльзень. Вернувшись в Чехословакию, Людвик Главачка был кооптирован в аппарат КПЧ. Первоначально занимался молодёжной организацией, но уже в июне 1945 года занял пост в чрезвычайном суде Угерске-Градиште.

## Участник репрессий
С осени 1945 Людвик Главачка поступил на службу в органы госбезопасности. 1 ноября 1945 года Главачка был назначен начальником департамента безопасности в Брно, затем в Угерске-Градиште.
С 1 января 1948 Людвик Главачка являлся функционером Службы госбезопасности StB. Во время февральского переворота 1948, установившего монопольную власть КПЧ, Главачка активно участвовал в арестах оппозиционеров. В марте того же года в звании капитана возглавил управление StB в районе Угерске-Градиште.
Людвик Главачка играл видную роль в подавлении антикоммунистического сопротивления в Злинском крае. Руководил ликвидацией подпольных организаций Светлана и Гостинские горы. 15 мая 1949 был ранен в перестрелке с подпольщиком Антонином Данеком, месяц лечился в больнице. Впоследствии Главачка добивался наказания «трусливо отступивших» сослуживцев и «не оказавших своевременной помощи» врачей. Он руководил также арестами невооружённых оппозиционеров, членов некоммунистических партий. В июле 1950 получил звание подполковника.
По должности Людвик Главачка курировал тюрьму Угерске-Градиште. С 1949 по 1954 (то есть не только в период его руководства) в этом заведении были казнены по политическим обвинениям 16 человек, насмерть забиты на допросах 11 человек и произвольно застрелены 2 человека. Главачка и его подчинённые — прежде всего следователи Алоис Гребеничек, Ярослав Туречек и Владимир Завадилик, командир подразделения Корпуса национальной безопасности Карел Говезак — интенсивно практиковали на допросах пытки электротоком (Главачка сам сконструировал одно из приспособлений). Такие методы рассматривались как нечто само собой разумеющееся и без стеснения протоколировались в служебной документации.

## Начальник погранслужбы
20 октября 1950 Людвик Главачка был переведён в Прагу и назначен командующим пограничной охраной Чехословакии. Десять дней спустя Главачке было присвоено звание полковника. C 1 января 1953 полковник Главачка — начальник штаба пограничной охраны Министерства национальной безопасности. 1 февраля 1953 ему было присвоено звание генерал-майора.
Главным мероприятием Главачки во главе пограничных войск стала установка электрифицированных заграждений по периметру чехословацких границ. С 1948 по 1989 в общей сложности 95 человек погибли на чехословацкой границе только от ударов электротоком (смертные случаи отмечались и среди пограничников). В этой связи с чёрным юмором говорится, что «электричество было увлечением Главачки и раньше — на допросах в StB». Также были созданы минные поля вдоль границ.
Главачка усилил надзор за населением приграничных территорий, ввёл новые ограничения на передвижение, затруднил доступ к картам и справочникам. Деятельность Главачки на пограничной службе рассматривается как возведение «железного занавеса» и непосредственная причина гибели людей.
Тем не менее, только за десять месяцев 1951 года были зафиксированы 540 незаконных пересечений чехословацкой границы и 1911 нарушителей, 182 из которых применяли оружие.
На период руководства Главачки пришёлся эпизод 17 ноября 1953 — убийство чехословацким пограничником Франтишеком Корбелом западногерманского офицера Алоиса Хубера. Несколько месяцев Корбел пользовался услугами немецкого фермера Шнайдера — тот закупал сигареты, которые Корбел перепродавал в Чехословакии. С этой целью Корбел регулярно переходил границу, однажды натолкнувшись на патруль Хубера. Возникшая перепалка переросла в столкновение со смертельным для Хубера исходом. Генерал-майор Главачка назначил сержанту Корбелу наказание — 15 суток домашнего ареста.
Подчинённые Людвика Главачки в погранохране неоднократно направляли жалобы высшему начальству. Он обвиняли Главачку в аморальном поведении, интригах с чужими жёнами, денежных махинациях, непрофессиональном командовании. Впрочем, эти претензии не получали хода. Сложности у Главачки возникли только в конце 1951 года, когда был арестован Рудольф Сланский. Отношения Главачки со Сланским — служебные связи, покровительство генсека, дружба домами — были общеизвестны. Однако он успел переориентироваться на министра обороны Алексея Чепичку и не был репрессирован.
Тем не менее, вокруг генерала Главачки постоянно возникали конфликтные ситуации. Дабы снизить напряжённость, в 1954 его отправили на учёбу в Московское пограничное военное училище МВД СССР.

## Заместитель министра
По возвращении из СССР в 1955 Людвик Главачка был назначен заместителем министра внутренних дел Чехословакии. Соответствующее решение принималось на уровне высшего руководства КПЧ. В его ведение были поставлены военизированные формирования МВД — Внутренняя охрана, гражданская оборона, мобилизационное ведомство.
В декабре 1956 Генеральная прокуратура Чехословакии поставила вопрос о привлечении Людвика Главачки к ответственности за «нарушения социалистической законности» на рубеже 1940—1950-х. При этом характерно, что самые негативные показания в отношении Главачки давали Гребеничек и Говезак (Гребеничек имел на это личный мотив — некоторые близкие ему люди были репрессированы по приказу Главачки). Однако дело не получило развития. За период пребывания на посту замминистра Главачка дважды награждался высокими орденами.

## Отставка
16 января 1962 Политбюро ЦК КПЧ приняло решение об отставке Людвика Главачки. Около года он возглавлял учебный центр погранвойск в Брунтале. Затем получил должность референта контрольного департамента МВД.
Главачка предпринимал попытки восстановить свой прежний статус в МВД. Однако ему не удалось достичь результата. Негативную роль сыграли «внезапно» вскрывшиеся сведения о переписке его сына с девушкой-британкой.
31 мая 1968, во время Пражской весны, Людвик Главачка был окончательно уволен из МВД и отправлен на пенсию.
Более двадцати лет Людвик Главачка прожил частной жизнью, избегая публичности. В политике «нормализации» участия не принимал. Несмотря на идеологическую близость, новые власти ЧССР старались держать на дистанции участников репрессий первых лет правления КПЧ.

## Уход от ответственности
После Бархатной революции 1989 зазвучали требования привлечь Людвика Главачку к ответственности за репрессии в Угерске-Градиште. В феврале 1997 окружной прокурор предъявил Главачке, Гребеничеку и Завадилику обвинения в применении пыток. Главачка отрицал свою вину, но это отрицание было сугубо формальным — имели место им же завизированные протоколы.
К тому времени Людвику Главачке было уже 86 лет. По возрасту и состоянию здоровья он был признан неспособным нести судебную ответственность. Аналогичное решение было принято в отношении Гребеничека. В итоге к двум годам заключения был приговорён только Завадилик.
Умер Людвик Главачка в столице Чехии в возрасте 94 лет.

## Частная жизнь
С 1947 Людвик Главачка был женат на дочери известного инженера Власте Дворжаковой. В браке имел сыновей Людвика-младшего и Павла (оба, несмотря на принадлежность отца к компартии, были крещены по католическому обряду).
Людвик Главачка увлекался охотой и фантастической литературой.